# Tu bandera es un lampo de cielo

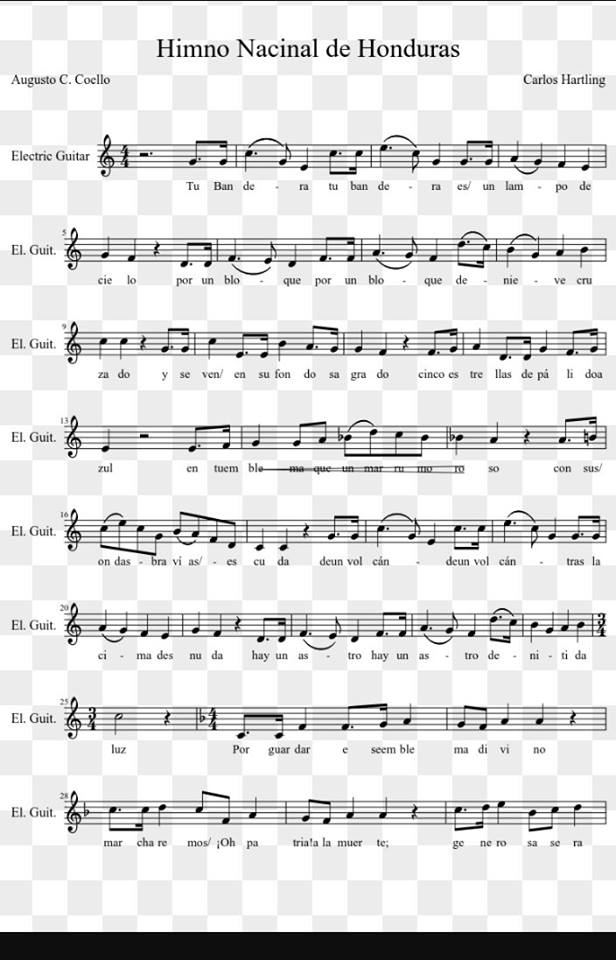
Hymn of Honduras

Himno Nacional de Honduras (Quốc ca Honduras) là quốc ca của Cộng hoà Honduras, còn được gọi với tên khác là "Tu bandera es un lampo de cielo" (Quốc kỳ của Người là nét huy hoàng của trời cao). Lời bài hát được viết bởi Augusto Constantino Coello và phần nhạc được soạn bởi Carlos Hartling.
Bài hát trở thành quốc ca Honduras năm 1915.

### Phiên bản ngắn (thường dùng)
Coro:
Tu bandera, tu bandera es un lampo de cielo
Por un bloque, por un bloque de nieve cruzado;
Y se ven en su fondo sagrado
Cinco estrellas de pálido azul;
En tu emblema, que un mar rumoroso
Con sus ondas bravías escuda,
De un volcán, de un volcán tras la cima desnuda
Hay un astro, hay un astro de nítida luz.
VII
Por guardar ese emblema divino,
Marcharemos Oh! Patria a la muerte,
Generosa será nuestra suerte,
Si morimos pensando en tu amor.
Defendiendo tu santa bandera
Y en tus pliegues gloriosos cubiertos,
Serán muchos, Honduras, tus muertos,
Pero todos caerán con honor.
Coro

### Phiên bản đầy đủ
Coro:
Tu bandera, tu bandera es un lampo de cielo
Por un bloque, por un bloque de nieve cruzado;
Y se ven en su fondo sagrado
Cinco estrellas de pálido azul;
En tu emblema, que un mar rumoroso
Con sus ondas bravías escuda,
De un volcán, de un volcán tras la cima desnuda
Hay un astro, hay un astro de nítida luz.
I
India virgen y hermosa dormías
De tus mares al canto sonoro,
Cuando echada en tus cuencas de oro
El audaz navegante te halló;
Y al mirar tu belleza extasiado
Al influjo ideal de tu encanto,
La orla azul de tu espléndido manto
Con su beso de amor consagró.
Coro
II
De un país donde el sol se levanta,
Mas allá del Atlante azulado,
Aquel hombre te había soñado
Y en tu busca a la mar se lanzó.
Cuando erguiste la pálida frente,
En la viva ansiedad de tu anhelo,
Bajo el dombo gentil de tu cielo
Ya flotaba un extraño pendón.
Coro
III
Era inutil que el indio, tu amado,
Se aprestara a la lucha con ira,
Porque envuelto en su sangre Lempira
En la noche profunda se hundió;
Y de la épica hazaña, en memoria,
La leyenda tan sólo ha guardado
De un sepulcro el lugar ignorado
Y el severo perfil de un peñón.
Coro
IV
Por tres siglos tus hijos oyeron
El mandato imperioso del amo;
Por tres siglos tu inútil reclamo
En la atmosfera azul se perdió;
Pero un día gloria tu oído
Percibió, poderoso y distante,
Que allá lejos, por sobre el Atlante,
Indignado rugía un León.
Coro
V
Era Francia, la libre, la heroica,
Que en su sueño de siglos dormida
Despertaba iracunda a la vida
Al reclamo viril de Dantón:
Era Francia, que enviaba a la muerte
La cabeza del Rey consagrado,
Y que alzaba soberbia a su lado,
El altar de la diosa razón.
Coro
VI
Tú también, ¡oh mi patria!, te alzaste
De tu sueño servil y profundo;
Tú también enseñaste al mundo
Destrozado el infame eslabón.
Y en tu suelo bendito, tras la alta
Cabellera del monte salvaje,
Como un ave de negro plumaje,
La colonia fugaz se perdió.
Coro
VII (được dùng trong bản ngắn)
Por guardar ese emblema divino,
Marcharemos Oh! Patria a la muerte,
Generosa será nuestra suerte,
Si morimos pensando en tu amor.
Defendiendo tu santa bandera
Y en tus pliegues gloriosos cubiertos,
Serán muchos, Honduras, tus muertos,
Pero todos caerán con honor.
Coro

#### Điệp khúc:
Quốc kỳ của Người, quốc kỳ của Người là nét huy hoàng của trời cao
Được vắt ngang bởi một khuôn tuyết;
Và nhìn vào phần mặt sau thần thánh
Là năm ngôi sao màu xanh nhạt;
Trên quốc huy của Người, có dòng biển gầm thét
Được che chở bởi những con sóng nhấp nhô,
Đằng sau đỉnh của ngọn núi lửa ấy, của ngọn núi lửa ấy,
Là một ngôi sao, một ngôi sao với ánh sáng quang minh.

### I
Vùng đất Anh-điêng trong trắng đẹp đẽ kia xưa còn ngủ say
Khi những bài hát vang dội trong dòng biển,
Được ném vào những bể vàng
Nhà hàng hải dũng cảm kia đã tìm ra vùng đất này;
Ông ngắm nhìn vẻ đẹp của Người, rồi ngất ngây
Trước vẻ quyến rũ mê hoặc tâm trí của Người,
Viền xanh của chiếc áo choàng kia
Đã được ông dành tặng với nụ hôn của tình yêu.

#### II
Từ một đất nước nơi mặt trời toả sáng,
Bên kia dòng Đại Tây Dương xanh rờn,
Người đàn ông ấy đã mơ mộng về vùng đất này
Và ông đã ra khơi để tìm Người.
Khi Người ngước vầng trán tái nhợt của mình lên,
Trong sự khát khao vui tươi, sôi nổi,
Dưới mái vòm dịu hiền của trời cao kia
Ngọn cờ nước ngoài đã nổi lên rồi.
Điệp khúc

#### III
Vô ích thay, nhân dân Anh-điêng thân yêu kia,
Đã chuẩn bị nổi dậy đấu tranh với lòng căm thù giặc,
Vì chúng ta được bao bọc trong dòng máu của người anh hùng Lempira
Rồi ta chìm vào đêm sâu;
Và trong ký ức, những kỳ tích chiến đấu,
Những huyền thoại đã được lưu giữ
Trên nấm mồ của một nơi không xác định
Và khắc lên mặt đá thô ráp kia.
Điệp khúc

#### IV
Những đứa con của Người, trong ba thế kỷ
Đã phải nghe những mệnh lệnh hách dịch của bọn đế quốc;
Những lầm than vô ích trong ba thế kỷ
Đã thất bại trong bầu không khí xanh kia
Thế rồi một ngày thật vinh quang, tai của Người
Được nghe thấy gì đó mạnh mẽ xa xăm,
Ở đằng xa kia đó, trên dòng Đại Tây Dương,
Một con sư tử gào thét trong sự phẫn nộ.
Điệp khúc
V
Đó chính là nước Pháp, đất nước tự do, đất nước anh hùng,
Từ giấc ngủ trong hàng thế kỷ say giấc
Đất nước này đã trỗi dậy trong sự phẫn nộ để hồi sinh
Trong lời thúc giục của Danton;
Đó chính là nước Pháp, đã đem cái chết
Đã lấy đầu vị vua được tôn lên,
Và đã đúc nên lòng hãnh diện bên cạnh nó,
Chính là Đền thờ Lý trí.

#### VI
Người cũng vậy, quê cha đất tổ của ta ơi! Hãy trỗi dậy đi nào
Từ giấc ngủ sâu thẳm hèn nhát kia
Người cũng đã dạy cho cả thế giới
Làm cho vòng lệ thuộc khốn kiếp kia tan tành.
Và sau vùng đất hạnh phúc của Người, đằng sau làn tóc
Cao cao của cánh rừng hoang dã,
Như con chim với bộ lông đen,
Ách đô hộ thực dân thấp thoáng kia đã biến mất.

#### VII
Để bảo vệ chiếc quốc huy thần thánh kia,
Tiến lên nào quê hương, không ngại hy sinh,
Lòng rộng lượng là định mệnh của ta,
Nếu như chúng ta chết với tình yêu của Người.
Ta bảo vệ lá cờ thánh thiện này
Và được bao phủ trong những nếp gấp vinh quang
Honduras à, sẽ có rất nhiều người hy sinh,
Nhưng tất cả đều sẽ ngã xuống trong danh dự.